# Карабула (река)
Карабула́ — река в Красноярском крае и Иркутской области России, левый приток Ангары.
Длина реки — 212 км, площадь водосбора — 5060 км². Притоки: Чежа, Отпеть, Нерюнда, Тины, Порожняя, Дулешма, Джигалея, Кежма, Кунчеть, Чавида и др.
Берёт начало на высоте более 262 метров над уровнем моря. Протекает в северо-западном направлении, в верхнем течении — по границе Богучанского района Красноярского края и Тайшетского района Иркутской области.
Ширина реки в среднем и нижнем течении — 20—35 метров, глубина — 1,0—1,8 м, дно твёрдое и каменистое, скорость течения — 0,6—0,9 м/с. Высота устья — 119 м над уровнем моря.
На реке расположены посёлок Таёжный и село Карабула.
| Средний расход воды (м³/с) реки Карабула по месяцам и за год с 1951 по 1990 гг. (замеры производились на гидрологическом посту в районе с. Карабула, в 73 км от устья) |